# Kanton Metz-Ville-2
Kanton Metz-Ville-2 (fr. Canton de Metz-Ville-2), tj. Mety-město byl francouzský kanton v departementu Moselle v regionu Lotrinsko. Tvořila ho pouze část města Mety (městské čtvrtě Ancienne ville, Bellecroix a Plantières Queuleu). Zrušen byl po reformě kantonů 2014.